# Džbánice
Džbánice är en ort i Tjeckien.   Den ligger i regionen Södra Mähren, i den sydöstra delen av landet, 180 km sydost om huvudstaden Prag. Džbánice ligger 328 meter över havet och antalet invånare är 160.
Terrängen runt Džbánice är lite kuperad. Runt Džbánice är det ganska glesbefolkat, med 50 invånare per kvadratkilometer. Närmaste större samhälle är Ivančice, 16,5 km nordost om Džbánice. Trakten runt Džbánice består till största delen av jordbruksmark.